# Моховая (приток Тромъёгана)
Моховая — река в России, протекает по территории Сургутского района Ханты-Мансийского автономного округа. Вытекает из озера Имлор на высоте 75 м над уровнем моря. Устье реки находится в 20 км по правому берегу Тромъёгана. Длина реки — 133 км, площадь водосборного бассейна — 1260 км². Основные притоки — Меудекъяун и Имиягун.

## Данные водного реестра
По данным государственного водного реестра России относится к Верхнеобскому бассейновому округу, водохозяйственный участок реки — Обь от впадения реки Вах до города Нефтеюганск, речной подбассейн реки — Обь ниже Ваха до впадения Иртыша. Речной бассейн реки — (Верхняя) Обь до впадения Иртыша.